# فيكتور ألبرت
فيكتور ألبرت هو سياسي بلجيكي، ولد في 25 نوفمبر 1943 في هوي في بلجيكا، وتوفي في 10 نوفمبر 2005 في لياج في بلجيكا. حزبياً، نشط في الحزب الاشتراكي البلجيكي. وقد انتخب عضو البرلمان والون وانتخب عضو مجلس النواب من بلجيكا.